# Тарусбава
Тарусбава (д/н — 723) — останній магараджа індуїстської держави Таруманагара у 669—670 роках, 1-й раджараджа Сунди у 670—723 роках. У історії Парахіянган Тарусбава називається «Тохаан ді Сунда» (Король Сунда).

## Життєпис
Походив з роду раджів Сунда-Самбави, васального «князівства» царства Таруманагара. Одружився зі старшою донькою магараджи Лінгавармана. Це дозволило після смерті останнього 669 року посісти трон. Під час
інтронизації 18 травня прийняв ім'я Шрі Магараджа Тарусбава Дармаваскіта Манумангаладжая Сундасамбава.
Він повернув столицю до Сундапури, намагаючись відновити потугу Таруманагари. Також відправив посольство до танського імператора Лі Чжи. Втім проти нього виступила держава Галух, війська якої за підтримки держави Калінґґа виступили проти Тарусбави. Останній 670 року змушений був розділити землі Таруманагари з Галух по річці Читарум. Потім заснував нову державу — Сунда (східна частина Таруманагари).
Потім Тарусбава заснував свою нову столицю Пакуан біля витоків річки Чипаканчілан. Тут побудував п'ять палаців (загальна назва панка персада), будівлі та розміри яких однакові, а положення розташовані паралельно. Кожен палац мав назву: Біма, Пунта, Нараяна, Мадура та Сурадіпаті.
Невдовзі вступив у протистояння з Джаянаши, хаджі Шривіджаї. Війна тривала до 685 року, що завершилася поразкою Тарусбави, який визнав зверхність Джаянаши. Надалі зберігав мир з усіма сусідами, відмовивши від активної зовнішньої політики.
Помер 723 року. Оскільки спадкоємець помер за Тарусбаву, то трон спадкував його зять Санджая Харісдарма — чоловік доньки Теджаканкани.